# سید کریم کاظمی
سید کریم کاظمی سیاست‌مدار ایرانی بود، که در دوره بیست و چهارم مجلس شورای ملی بعنوان نماینده ابهر از استان زنجان در مجلس شورای ملی حضور داشت.